# Dashi
Dashi (jap. だし, 出し) — bulion rybny wykorzystywany w kuchni japońskiej do przygotowywania zup. 

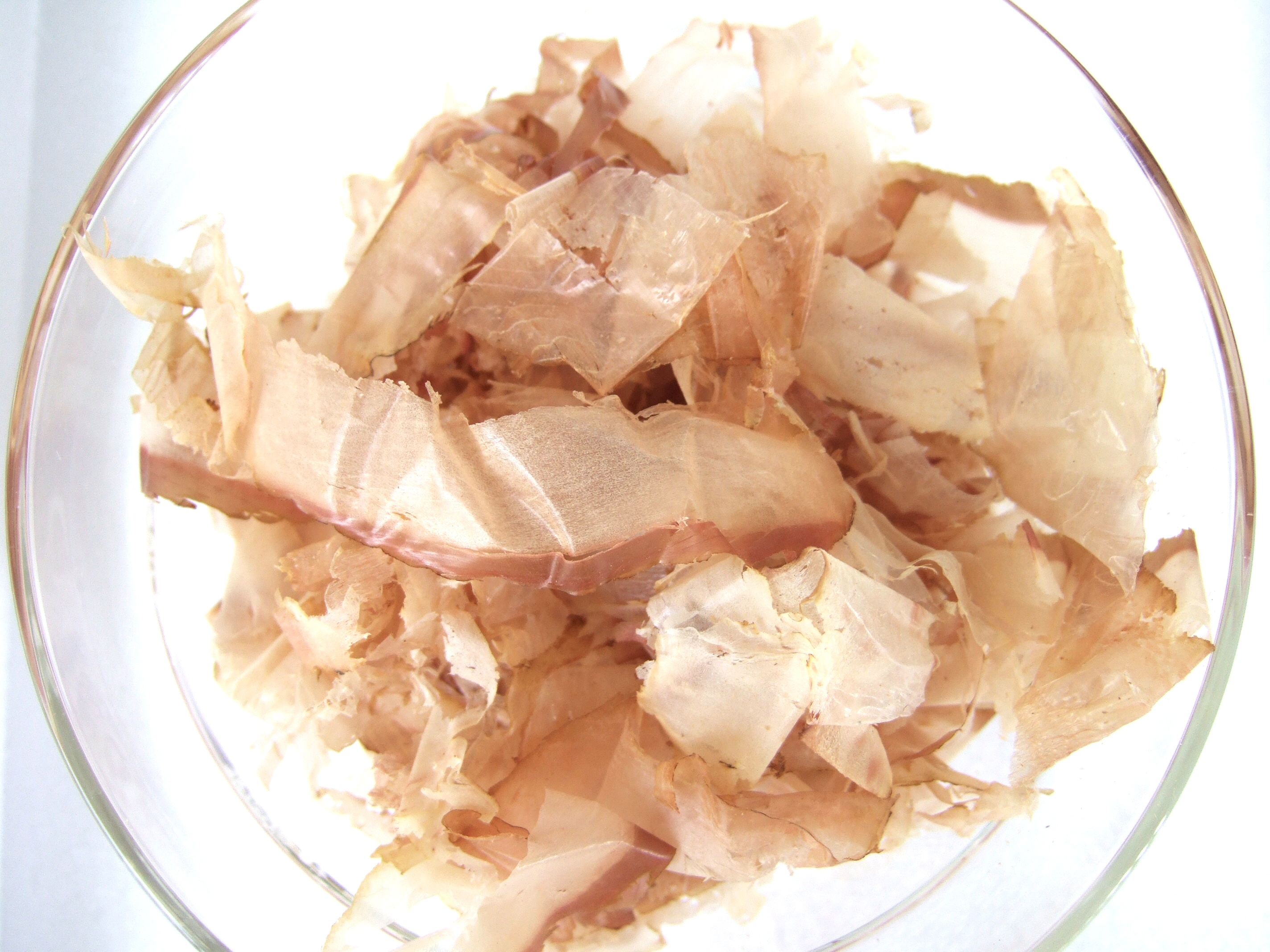
Katsuobushi

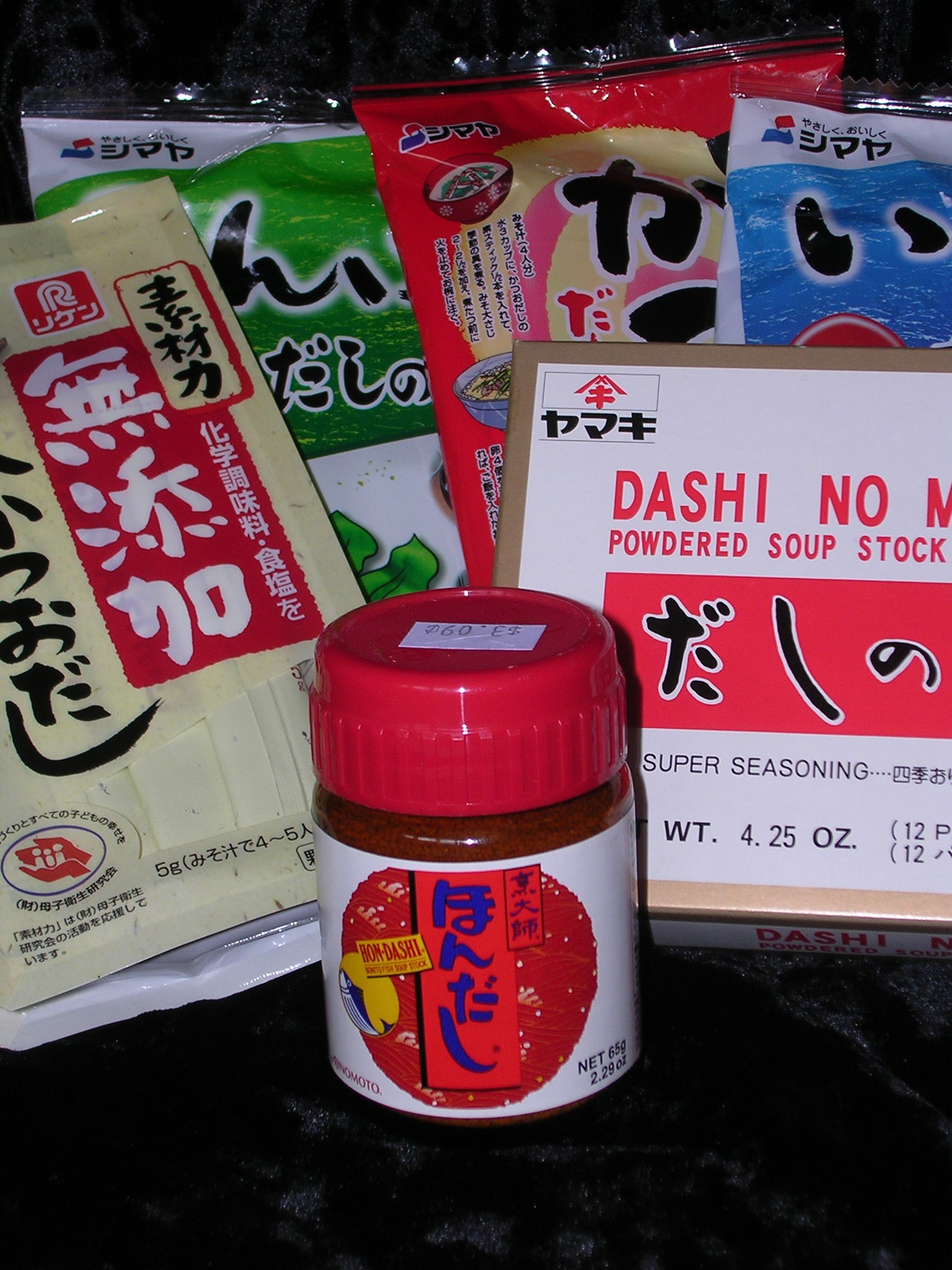
Dashi

Sporządza się go z wiórków suszonej i wędzonej ryby bonito, zwanych katsuobushi oraz wodorostów kombu. Dashi wykorzystuje się m.in. do przygotowywania zupy miso-shiru. 
Obecnie w japońskich sklepach bulion dashi można kupić w postaci esencji, pasty, kostek, bądź proszku.